# Menschenrechte in der Volksrepublik China
Die Volksrepublik China hat die Menschenrechte zwar im Jahr 2004, 55 Jahre nach ihrer Staatsgründung, mit dem Zusatz „Der Staat respektiert und gewährleistet die Menschenrechte“ in ihre Verfassung aufgenommen (Artikel 33/3) und auch formell, nicht zuletzt aufgrund des internationalen Drucks, die wichtigsten Menschenrechtskonventionen der Vereinten Nationen ratifiziert. In der Realität werden diese jedoch nach wie vor systematisch missachtet. Menschenrechtsorganisationen wie Amnesty International und Human Rights Watch sowie der UN-Menschenrechtsrat und auch chinesische Intellektuelle und Oppositionelle (z. B. in der Charta 08) werfen dem Regime die Verletzung grundlegendster Menschenrechte vor. Spätestens seit dem Massaker vom 4. Juni 1989 auf dem Tian’anmen-Platz steht die Menschenrechtsfrage permanent im Vordergrund der europäischen Chinapolitik.

## Menschenrechtsverletzungen

### Folter
1997 veröffentlichte China eine Statistik zur Folter. Danach wurden von 1979 bis 1989 jährlich im Durchschnitt 364 Fälle von Folter aufgezeichnet. In den 1990er Jahren wurden meist mehr als 400 Fälle bekannt. Für die beiden Jahre 1993 und 1994 wurde zudem zugegeben, dass 241 Menschen zu Tode gefoltert wurden.
Vom Jahr 2000 an erhielt der UN-Sonderberichterstatter über Folter 314 Berichte über Folterfälle mit mehr als 1160 Betroffenen. Zwei Drittel der Opfer waren Falun-Gong-Anhänger, 11 % Uiguren, 8 % Prostituierte, 6 % Tibeter, 5 % Menschenrechtler, 2 % politische Dissidenten und 2 % andere (HIV/AIDS-Infizierte und aktive Mitglieder religiöser Gruppen). 2005 durfte Manfred Nowak als erster UN-Sonderberichterstatter über Folter die Volksrepublik China besuchen. Nach zwei Wochen stellte er fest, dass die Folter zwar weniger geworden, aber immer noch weit verbreitet sei. Er äußerte außerdem, dass chinesische Offizielle seine Nachforschungen behindert hätten, indem sie u. a. Menschen einschüchterten, die er interviewen wollte.
Opfer berichteten, sie seien mit Knüppeln geschlagen sowie mit Elektroschocks und brennenden Zigaretten misshandelt worden. Wenn sie das Bewusstsein verloren, sei Wasser aus Eimern über sie geschüttet worden, um sie wieder zu wecken. Die Verhörenden hätten auf die Finger von männlichen Gefangenen getreten. Weibliche Gefangene seien entkleidet und sexuell missbraucht worden. Eine Mutter musste mit anhören, wie ihr Sohn im Nachbarraum gefoltert wurde, während sie selbst ebenfalls gefoltert wurde.
Am 26. Juli 2006 veröffentlichte Chinas Generalstaatsanwalt Richtlinien mit Kriterien, nach denen Offizielle für Machtmissbrauch belangt werden können. Darin werden der Einsatz von Schlägen, das Binden von Gefangenen, Nahrungsentzug, das Aussetzen von Gefangenen gegenüber Wetter und Kälte, die ernsthafte Verletzung von Verdächtigen sowie direkter als auch indirekter Befehl, Folter zu verwenden, als Kriterien genannt.
2007 gestand der Vize-Generalstaatsanwalt Wang Zhenchuan öffentlich ein, dass beinahe jedes Fehlurteil der vergangenen Jahre mit illegalen Verhören zustande gekommen ist. Nach einem Bericht von Human Rights in China (HRIC) wurde beispielsweise der politische Gefangene Guo Feixiong verhaftet, weil er politisch Verfolgte vor Gericht verteidigen wollte. In der Untersuchungshaft wurde er laut HRIC an Armen und Beinen an der Decke aufgehängt, während die Polizei mit einem Hochspannungs-Elektrostab seine Genitalien unter Strom setzte.
Die chinesische Regierung spricht sich offiziell gegen Folter aus. Dennoch warf der UN-Menschenrechtsausschuss auch 2008 China weit verbreiteten und routinemäßigen Einsatz von Folter vor. Dabei seien vor allem Anhänger bestimmter Religionen und Mitglieder ethnischer Minderheiten betroffen.
Im März 2009 kritisierte der ehemalige chinesische Vize-Justizminister Duan Zhengkun Folter in chinesischen Gefängnissen, mit der Häftlinge zu Geständnissen gezwungen würden. Die Anstalten sollten seiner Meinung nach nicht länger von denselben Sicherheitsbehörden geleitet werden, die auch Verdächtige verhaften. Staatliche Medien kündigten an, dass Gefängnisse verstärkt überprüft werden sollen, auch um Gewalt unter Häftlingen zu vermindern.
2015 veröffentlichte Amnesty International eine umfassende Dokumentation zur anhaltenden Folter in der Volksrepublik China. Amnesty stellte fest: „Die Polizei erpresst weiterhin «Geständnisse» mit Folter und Misshandlungen und die Gerichte lassen diese Geständnisse als Beweismittel zu.“

### Entnahme von Organen bei lebenden Menschen
Der ehemalige kanadische Staatssekretär für den Asien- und Pazifikraum David Kilgour PC und der Menschenrechtsanwalt David Matas erhoben 2006 die Anschuldigung, dass in China lebenden Menschen Organe entnommen würden. Die Anschuldigungen lauteten, dass Falun-Gong-Praktizierenden systematisch in großer Zahl ohne Einwilligung bei lebendigem Leib Organe entnommen würden. Die Opfer würden im Verlauf der Operation oder im Anschluss daran getötet und der Leichnam verbrannt, so dass keine Spuren zurückblieben.
Am 6. April 2007 hat Peking ein Gesetz zur Kontrolle von Organtransplantationen erlassen, nach dem nur noch freiwillige Spenden verwendet werden dürfen. Zuvor hatte der stellvertretende Gesundheitsminister Huang Jiefu zugegeben, dass die meisten transplantierten Organe von Hingerichteten stammen.
Schon am 1. Juli 2006 war in China eine Verordnung in Kraft getreten, die den Verkauf von Organen verbietet. Im November 2006 hatte der stellvertretende Gesundheitsminister Huang jedoch indirekt zugegeben, dass diese Verordnung nicht durchgesetzt würde, indem er sagte „Geschäfte unter der Hand müssen verboten werden“. Der UN-Sonderbeauftragte für Folter Manfred Nowak stellte fest, dass eine Zunahme der Organtransplantationen in China zeitgleich mit dem Beginn der Verfolgung von Falun-Gong-Praktizierenden erfolgte. Ende 2008 forderte das UN-Komitee gegen Folter daher die chinesische Regierung auf, sofort eine unabhängige Untersuchung der Vorwürfe einzuleiten, dass Falun-Gong-Praktizierende gefoltert und für Organentnahmen missbraucht würden.
Am 12. Dezember 2013 verabschiedete das Europäische Parlament eine Resolution, die den Organraub an Falun-Gong-Gewissenshäftlingen und anderen Minderheiten, wie Tibeter, Uiguren und Hauschristen, verurteilt. In der Resolution bekundete es u. a. „seine tiefe Besorgnis angesichts der anhaltenden und glaubwürdigen Berichte über systematische, vom Staat gebilligte Organentnahmen an Gefangenen aus Gewissengründen in der Volksrepublik China, die ohne Einwilligung der Betroffenen erfolgen, unter anderem in großem Umfang an Falun-Gong-Anhängern, die aufgrund ihrer religiösen Überzeugung inhaftiert sind, sowie an Angehörigen anderer religiöser und ethnischer Minderheiten.“ Die Resolution forderte die unverzügliche Freilassung aller Gewissensgefangenen und drängte China, die Anfragen der Vereinten Nationen über die bei Transplantationen verwendeten Organquellen zu beantworten. Diese Resolution wurde u. a. dem Generalsekretär der Vereinten Nationen, dem Menschenrechtsrat der Vereinten Nationen, der Regierung der Volksrepublik China sowie dem chinesischen Nationalen Volkskongress übermittelt.
Am 27. April 2016 reichten 12 EU-Parlamentsmitglieder aus fünf Fraktionen die „Schriftliche Erklärung 48 zu Maßnahmen gegen Organentnahmen bei Gefangenen aus Gewissensgründen in China“ ein, die die Kommission und den Rat des Europäischen Parlaments auffordert, „unverzüglich eine unabhängige Untersuchung des fortgesetzten Handels mit menschlichen Organen in der Volksrepublik China ins Werk zu setzen“. Diese Erklärung bedurfte der Zustimmung der Mehrheit der EU-Abgeordneten (mit Frist bis zum 27. Juli 2016), um an die Kommission und den Rat des Europäischen Parlaments weitergeleitet werden zu können. Bis zum 27. Juli hatte sich eine Mehrheit von 414 der 751 Abgeordneten aus allen Mitgliedsstaaten und allen Fraktionen des Europaparlaments durch Unterzeichnung dafür ausgesprochen, dass die Kommission und der Rat des Europäischen Parlaments die Entschließung des Parlaments vom 12. Dezember 2013 zu Organentnahmen in China umsetzt und dem Parlament über diese Angelegenheit Bericht erstattet. EU-Parlamentspräsident Martin Schulz verlas am 12. September 2016 in der ersten Sitzung des Parlaments in Straßburg das Abstimmungsergebnis und den Inhalt der Schriftlichen Erklärung 48.
Am 22. Juni 2016 veröffentlichte der ehemalige kanadische Staatssekretär und Staatsanwalt David Kilgour zusammen mit dem Menschenrechtsanwalt David Matas und dem China-Analytiker und Enthüllungsjournalisten Ethan Gutmann den gemeinsam erstellten Untersuchungsbericht „Bloody Harvest / The Slaughter — An Update“. Der 680 Seiten umfassende Bericht stellt eine forensische Analyse aus über 2300 chinesischen Dokumenten und Webseiteninformationen dar. Laut Untersuchungsbericht fanden seit dem Jahr 2000 bis 2016 an 712 Leber- und Nierentransplantationszentren in ganz China jährlich zwischen 60.000 und 100.000 Organtransplantationen statt, sodass bis heute annähernd 1,5 Millionen Organtransplantationen durchgeführt wurden, ohne dass China über ein funktionsfähiges Organspendesystem verfügt.

### Todesstrafe

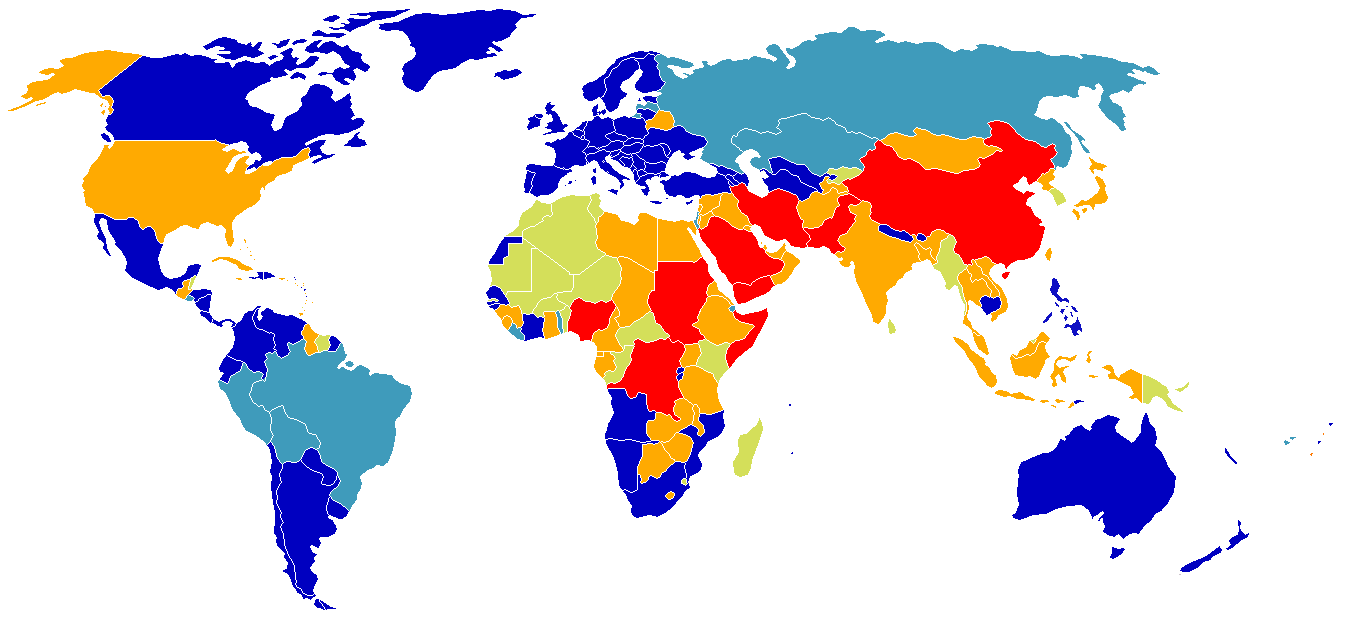
Weltkarte des Todesstrafen-Status aller Länder
Todesstrafe ohne Ausnahme abgeschafft.
Todesstrafe im Kriegsrecht
Seit mindestens 10 Jahren keine Anwendung.
Anwendung nur gegen Erwachsene.
Anwendung auch gegen Jugendliche.

Die Volksrepublik China ist neben den islamischen Regimen eines der wenigen Länder, in denen auch Minderjährige hingerichtet werden. Nach Äußerungen des Generalsekretärs der Vereinten Nationen war China zwischen 1994 und 1999 nach Singapur, Saudi-Arabien, Belarus, Sierra Leone, Kirgisistan und Jordanien das Land mit den meisten Hinrichtungen pro Kopf weltweit. Liu Renwen, ein Professor am internationalen Rechtsinstitut der chinesischen Akademie für Sozialwissenschaften, äußerte, dass in China ca. 8.000 Menschen pro Jahr hingerichtet würden. Damit würden in China etwa 20 Mal so viele Todesstrafen verhängt wie in allen anderen Ländern der Welt zusammen. 68 verschiedene Vergehen können mit dem Tod bestraft werden. Darunter Bestechung, der Diebstahl von Benzin, die Schulung krimineller Methoden und die Tötung bestimmter, besonders geschützter Tiere wie z. B. des Pandas. Nicht nur Gewalttaten werden in China als Kapitalverbrechen angesehen, sondern auch Unterschlagung und Steuerhinterziehung können mit der Todesstrafe geahndet werden. Die inkonsistente und manchmal korrupte Natur des chinesischen Rechtssystems stellt zudem eine faire Anwendung der Todesstrafe in Frage.
Im Januar 2007 kündigten die staatlichen Medien an, dass alle Todesstrafen wieder vom obersten Gericht überprüft würden, eine Praxis, die 1983 aufgehoben worden war. Angesichts dieser Änderungen zeigen die Zahlen von 2007 einen substantiellen Rückgang der Exekutionen mit offiziell lediglich 470 vollstreckten Todesstrafen. Amnesty International äußerte jedoch, dass die tatsächlichen Zahlen wahrscheinlich in die Tausende gehen werden.

### Ein-Kind-Politik

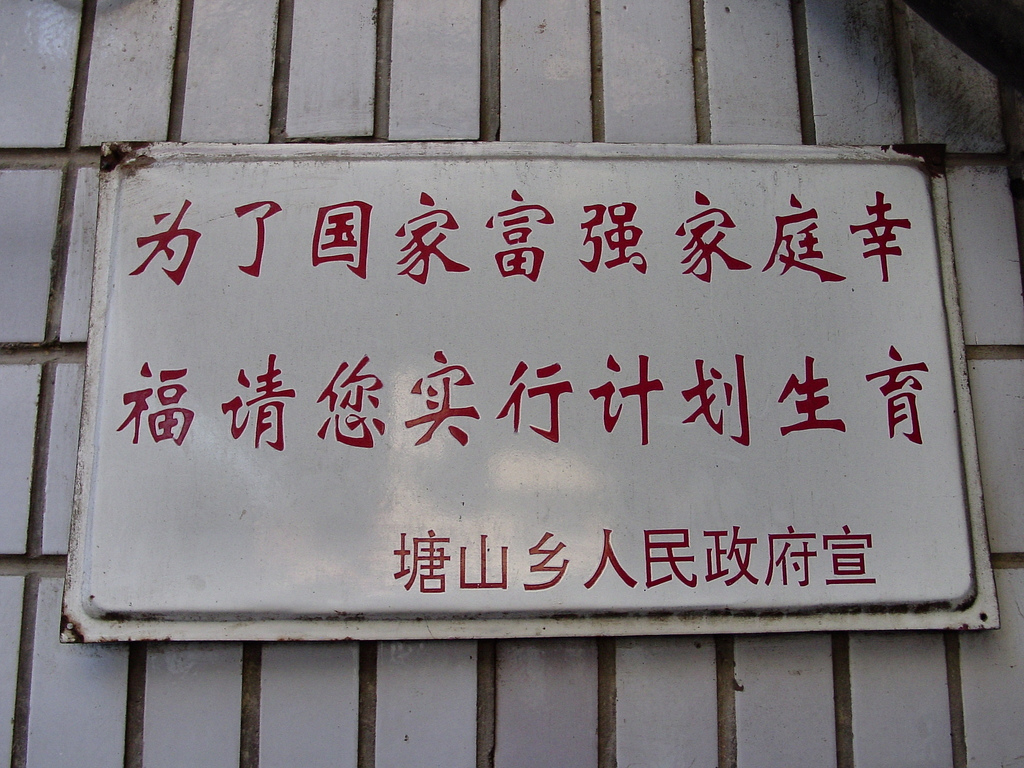
Plakat mit der Aufschrift: „Bitte beachten Sie die Geburtenplanung für eine prosperierende, starke Nation und eine glückliche Familie.“

Chinas Geburtenkontrolle, allgemein als Ein-Kind-Politik bekannt, wurde 1979 von der chinesischen Regierung eingerichtet, um das Problem der Überbevölkerung in den Griff zu bekommen. Seither war es illegal, mehr als ein Kind zu haben. Dies konnte mit Bußgeldern und Gefängnis bestraft werden. Seit Oktober 2015 gilt die Ein-Kind-Politik offiziell als beendet. Es bestehen jedoch weiterhin Gesetze zur Geburtenkontrolle.
Geschlechtsspezifische Abtreibungen, Kindesaussetzungen und -tötungen sind verboten. Trotz dieser rechtlichen Lage haben das Außenministerium der Vereinigten Staaten, das Parlament des Vereinigten Königreichs und Amnesty International geäußert, dass die chinesische Familienplanung zu Kindstötungen beiträgt.
Es wird ferner davon ausgegangen, dass diese Politik einen Beitrag zum Ungleichgewicht zwischen den Geschlechtern leistet: Auf 1000 Mädchen werden im Durchschnitt 1100 Jungen geboren, in einigen Regionen sogar 1200. Des Weiteren wird von einer Abtreibungsrate von 30 bis 50 pro 100 Geburten berichtet.
Außerdem wird argumentiert, dass die Ein-Kind-Politik bezogen auf ihre Kosten nicht effektiv sei und dass der deutliche Rückgang im Wachstum der Bevölkerung 1979 aus mit der Politik nicht verknüpften Gründen begann. Auf dem Lande, wo etwa 80 % der Bevölkerung lebt, sind die Geburtenraten nie unter 2,5 pro Frau gesunken. Dennoch schätzt die chinesische Regierung, dass die Ein-Kind-Politik die Geburtenzahl insgesamt um wenigstens 250 Millionen reduziert hat.
2002 wurden die entsprechenden Gesetze dahingehend modifiziert, dass Angehörige ethnischer Minderheiten und der Landbevölkerung mehr als ein Kind haben dürfen. Ohnehin wurde die Politik im ländlichen Raum nicht rigoros durchgesetzt. Wenn beide Ehepartner selber Einzelkinder waren, durften sie mehr als ein Kind haben.

### Rechte von Arbeitern und Privatsphäre
Das Recht auf Arbeit und die Privatsphäre sind andere, umstrittene Menschenrechtsaspekte in China. Es gab verschiedene Berichte über die Verweigerung von zentralen Konventionen der Internationalen Arbeitsorganisation für Arbeiter. Ein solcher Bericht wurde vom International Labor Rights Fund im Oktober 2006 veröffentlicht, der Unterschreitungen des Mindestlohns, lange Arbeitszeiten und unangemessene Aktionen gegenüber Arbeitern dokumentierte. Arbeiter dürfen keine eigenen Gewerkschaften am Arbeitsplatz gründen, sondern nur den staatlich zugelassenen beitreten. Es wird diskutiert, inwieweit diese Organisationen für die Rechte der Arbeiter eintreten können.
Auch wenn die chinesische Regierung nicht mehr so sehr in die Privatsphäre der Chinesen eingreift wie früher, hält sie es immer noch für notwendig zu kontrollieren, was Menschen in der Öffentlichkeit sagen. So werden Internetforen ebenso wie E-Mail oder internationale Post (die manchmal unerklärlich lange „verzögert“ wird oder einfach „verschwindet“) streng kontrolliert.
Auch die Frage nordkoreanischer Flüchtlinge kehrt immer wieder zurück. Offizielle Politik ist es, sie wieder nach Nordkorea zu bringen. Aber diese Politik wird nicht gleichmäßig durchgesetzt und eine beträchtliche Anzahl von ihnen bleibt in China (einige ziehen weiter in andere Länder). Obwohl es ein Verstoß gegen internationales Gesetz ist, politische Flüchtlinge zu deportieren, ist ihre Situation als illegale Einwanderer prekär – ihre Rechte werden nicht immer geschützt. Einige von ihnen werden in Heirat oder Prostitution gelockt.
Afrikanische Studenten haben sich über ihre Behandlung in China beschwert, was bis 1988 weitgehend ignoriert wurde, als „Studenten sich zu einem Protest gegen die wie sie es nannten ‚chinesische Apartheid‘ protestierten.“ Afrikanische Offizielle nahmen Notiz von dieser Frage und die Organisation der Afrikanischen Einheit protestierte offiziell. Der Vorsitzende dieser Organisation, Malis Präsident Moussa Traoré, kam zu einer Wahrheitsfindungs-Mission nach China. Laut dem Dritte-Welt-Report von 1989 des Guardian bedroht die „chinesische Apartheid“ Pekings gesamte Beziehung mit dem Kontinent.

### Darfur-Konflikt und Unterstützung von Diktaturen
Menschenrechtsorganisationen haben China für seine politische Unterstützung des diktatorischen Regimes von Sudan kritisiert, die Massenmorde in Darfur begeht. China ist Sudans bedeutendster Handelspartner mit 40 % Anteil am Öl. Außerdem verkauft China dem Sudan kleine Waffen. China hat gedroht, ein Veto gegen Aktionen des UN-Sicherheitsrats einzulegen, mit denen dieser die Krise in Darfur beilegen möchte.
China hat auf diese Kritik mit dem Argument reagiert, dass „es unverantwortlich und unfair ist, die Darfur-Frage mit den Olympischen Spielen in China zu verknüpfen, weil die Darfur-Frage weder eine innere Angelegenheit Chinas ist noch von China verursacht wurde“.
Im Juli 2008 hat die BBC berichtet, dass China unter Verletzung des Waffenembargos von 2006 Kampfpiloten für den Sudan ausgebildet und Militärlaster an den Sudan verkauft hat.

### Rechtssystem
Die Unabhängigkeit der Justiz ist in China nicht gewährleistet. Das Gerichtssystem wird von der Kommunistischen Partei kontrolliert und innerhalb der Gerichte gibt es, gemäß dem Gerichtsorganisationsgesetz, einen von der Partei beherrschten Rechtsprechungsausschuss, der die alleinige Bearbeitung von Gerichtsfällen beanspruchen kann, um sie nach dem jederzeit behauptbaren Vorrang der „Gesamtinteressen des Staates“ unter politischen Gesichtspunkten zu entscheiden. Darüber hinaus können Gerichtsurteile stets von den höheren Partei-Instanzen geändert werden. Dies hat auch zu Korruption und zum Missbrauch administrativer Rechte geführt.
Unter chinesischen Juristen wurde 1997 die Einführung verschiedener grundlegender Punkte diskutiert. Darunter sind die Unschuldsvermutung, Beweislast, Schweigerecht bei Befragungen und Verhandlungen, persönliche Zeugenaussagen vor Gericht, Unzulässigkeit von illegal erpressten Beweisen, Befragung von Experten als Sachverständige, Verlässlichkeit von Ermittlungen und Unabhängigkeit der Judikative insgesamt (zitiert nach Ira Belkin). Einige dieser Punkte würden mittlerweile in Gesetzen umgesetzt. Ein Problem des chinesischen Rechtssystems ist es jedoch, vom Nationalen Volkskongress eingeführte Reformen auch tatsächlich auf allen Ebenen durchzusetzen.

### Willkürliche Inhaftierungen
Neben dem regulären Justizwesen gibt es noch die Möglichkeit der Administrativhaft durch die Polizeibehörden. Die Polizei kann eine Strafsache demnach entweder an die Staatsanwaltschaft oder an eine eigene Abteilung der Polizeibehörde weiterleiten. Im letzteren Fall wird die Verhandlung bei der Behörde vorgenommen. Von der Polizeibehörde verhängte Haft wird dann als Administrativhaft bezeichnet. Diese war früher, auch aufgrund eines schlecht ausgebauten Justizwesens, sogar der übliche Normalfall. Diesbezüglich wird auch von einem „Schwarzen Loch“ des Justizsystems gesprochen. Bereits für 2008 wurde eine deutliche Verbesserung dieses Nebeneinanders erwartet, sie hat bisher aber noch nicht stattgefunden.
Mit den Laojiao-Gefängnissen existierte außerdem ein System der willkürlichen Internierung von politischen Gefangenen in Arbeitslagern.

### Meinungs-, Presse-, Versammlungs- und Kommunikationsfreiheit
Obwohl die Verfassung von 1982 Redefreiheit garantiert, verwendet die chinesische Regierung häufig das Argument der Staatsgefährdung, um Regimekritiker zu verhaften. Auch ist die Regierung in den Medien stark präsent, da sie direkt vom Staat kontrolliert werden. Das chinesische Gesetz verbietet es, für die Unabhängigkeit oder Selbstbestimmung von Territorien einzutreten, die Peking als unter seiner Jurisdiktion ansieht. Ebenso ist eine öffentliche Herausforderung der führenden Rolle der kommunistischen Partei in China verboten. Daher ist die Erwähnung von Demokratie, der tibetischen Unabhängigkeitsbewegung oder von Taiwan als unabhängigem Staat, von bestimmten religiösen Organisationen oder irgendetwas anderem, das die Legitimation der Kommunistischen Partei Chinas (KPCh) in Frage stellen könnte, aus Publikationen und im Internet verbannt. In ihrem 2004 erschienenen Buch „Medienkontrolle in China“ untersucht die Journalistin He Qinglian die Kontrolle der Regierung über das Internet und über alle anderen Medien in China. Ihr Buch zeigt, wie die chinesische Medienkontrolle mehr auf die Führung durch die kommunistische Propagandaabteilung sowie Bestrafung von Abweichlern vertraut als auf Zensur vor der Veröffentlichung.
Ausländische Suchmaschinen wie Microsoft Bing, Yahoo! und Google Search China wurden dafür kritisiert, dass sie diese Praktiken unterstützen, indem sie z. B. das Wort „Demokratie“ aus ihren Chaträumen in China verbannten. Insbesondere Yahoo! äußerte, weder Privatsphäre noch Vertraulichkeit der chinesischen Kunden gegenüber staatlichen Autoritäten schützen zu wollen. Dafür wurde Yahoo! von Human Rights Watch und Reporter ohne Grenzen kritisiert, die Rolle eines Zensors übernommen zu haben. Im Oktober 2008, veröffentlichte Citizen Lab, dass TOM Onlines chinesische Skype-Software sensible Wörter herausfiltern würde und die zugehörigen Nachrichten in einer Datei auf einem ungesicherten Server loggen würde. Skype-Präsident Josh Silveran sagte dazu, es sei „allgemein bekannt“, dass TOM „Prozeduren enthalte, mit denen Nachrichten blockiert würden, die bestimmte Worte enthalten, die den chinesischen Autoritäten offensiv erschienen.“
Soziale Netzwerke wie Facebook, Twitter oder Instagram werden in China von der „Großen Firewall“ komplett blockiert (siehe Liste der gesperrten Webseiten).
Im Press Freedom Index 2010 der Reporter ohne Grenzen wird China auf dem 171. von 178 Plätzen geführt und mit 77 inhaftierten Internetnutzern als „Feind des Internets“ bezeichnet.
In der Volksrepublik China ist es gängige Praxis, dass bekannte Dissidenten vor Großereignissen, die viel westliche Medienaufmerksamkeit auf sich ziehen, durch Polizeikräfte abgeholt und vorübergehend an einen fernen Ort deportiert werden und gewissermaßen einen „Zwangsurlaub auf Polizeikosten“ erhalten. Damit soll verhindert werden, dass sie während dieser Ereignisse in den Fokus westlicher Medien geraten.
Einfluss der Olympischen Spiele 2008
Vor den Olympischen Spielen 2008 wurde China international für seine Menschenrechtspolitik kritisiert. China hatte sich verpflichtet, die Menschenrechtssituation zu verbessern und einen Menschenrechtsdialog mit den USA begonnen. Dennoch wurde eine Reihe von ausländischen Demonstranten während der Spiele aus China ausgewiesen. Andere wurden bei der Schlusszeremonie verhaftet und dann ausgewiesen.
Die chinesische Regierung hatte versprochen, Erlaubnis für Proteste in sogenannten „Protest-Parks“ während der Spiele zu geben. Aber am 18. August wurde berichtet, dass von 77 Anmeldungen 74 zurückgezogen, zwei aufgeschoben und eine zurückgewiesen worden war. Die BBC berichtete, dass zwei ältere Frauen zu Umerziehung durch Arbeit verurteilt wurden, weil sie um eine Erlaubnis für ihren Protest gebeten hatten. Chinesische Offizielle sagten dazu, sie hätten keine Kenntnis von diesen Bestrafungen. Ihre Strafe wurde auf Grund von gutem Verhalten ausgesetzt und auf Beschränkung ihrer Bewegungsfreiheit begrenzt. Außerdem wurden viele Menschenrechtsanwälte und politische Dissidenten zusammen getrieben, und die Wanderarbeiter, die die olympischen Stadien errichtet hatten, wurden aufgefordert, die Stadt zu verlassen, weil ihr Äußeres vom Bild einer sauberen, modernen Nation ablenken könnte."
Ein chinesischer Anwalt erklärte: „Wenn Protestanmeldungen angenommen würden, würde dies bei chinesischen Bittstellern zu einer Kettenreaktion führen, so dass andere ihre Probleme ebenfalls äußern würden.“ Ein Akademiker bemerkte: „Wenn Sie Gäste zum Abendessen haben, machen Sie ja auch das Haus sauber und ermahnen Ihre Kinder, sich zu benehmen.“
Kritiker äußerten, dass die chinesischen Autoritäten es nicht geschafft hätten, ihre Versprechen bzgl. Pressefreiheit zu erfüllen. Der ITV-News-Reporter John Ray wurde verhaftet, während er über einen tibetischen Protest berichtete. Ausländische Journalisten berichteten außerdem, dass ihr Zugang zu bestimmten Internetseiten einschließlich der Seiten von Menschenrechtsorganisationen beschränkt war. Der Präsident des Internationalen Olympischen Komitees, Jacques Rogge, äußerte gegen Ende der Spiele “die Regeln mögen nicht perfekt sein, aber sie sind eine Verbesserung verglichen mit der Situation zuvor. Wir hoffen, dass sie sich weiter verbessern.” Der “Foreign Correspondents Club of China” (FCCC) veröffentlichte eine Erklärung, dass der FCCC trotz der Willkommensprozedur in Form von Zugang und Anzahl der Pressekonferenzen alarmiert sei über die Anwendung von Gewalt, Einschüchterung und Schikane. Der Club hat seit der Eröffnung des Olympia-Medienzentrums am 25. Juli mehr als 30 Fälle der Einmischung in die Berichterstattung bestätigt und überprüft wenigstens 20 weitere Fälle, von denen berichtet wurde.

### Bewegungsfreiheit
Die kommunistische Partei kam Ende der 1940er Jahre an die Macht und führte die Planwirtschaft ein. 1958 setzte Mao zudem ein System der Wohnerlaubnis ein, in dem definiert wurde, wo Menschen arbeiten durften und in dem sie als Bauern oder Arbeiter klassifiziert wurden.
Wenn ein Bauer vom Land in einen städtischen Bereich ziehen wollte, um dort zu arbeiten, musste er sich bei den relevanten Stellen anmelden. Die Anzahl der Bauern, denen dieser Umzug erlaubt wurde, wurde streng überwacht. Menschen, die außerhalb des ihnen gestatteten Bereichs arbeiteten, wurden Nahrungsmittel, Wohnung und Gesundheitsversorgung vorenthalten. Erziehung, Beschäftigung, Heirat und so weiter wurden kontrolliert. Ein Grund zur Einrichtung dieses Systems war, das durch die vorhersehbare massive Verstädterung mögliche Chaos zu verhindern. Als Ergebnis der von Deng Xiaoping eingeführten Politik des einen Landes mit zwei Systemen brauchten chinesische Bürger eine Erlaubnis, um in die besonderen Verwaltungsbezirke von Hongkong und Macao reisen zu dürfen.
Städtische Arbeiter haben eine Reihe von sozialen, ökonomischen und kulturellen Erleichterungen, während Bauern, die Mehrheit der chinesischen Bevölkerung, wie Bürger zweiter Klasse behandelt werden, wie ein Akademiker der University of Alberta äußerte. Die  Washington Times berichtete 2000, dass Wanderarbeiter wie Bürger zweiter Klasse behandelt würden von einem System, das dermaßen diskriminierend sei, dass es mit der Apartheid verglichen worden sei, obwohl sie eine wichtige Rolle im wachsenden Wohlstand chinesischer Dörfer spielten. Anita Chan postuliert, dass das chinesische Meldesystem eine Situation geschaffen hätte, die der Südafrikas analog sei, die dazu diente, die Zufuhr von billigen Arbeitskräften zu regeln. Das Zentrum für Menschenrechte und Demokratie hat geäußert, dass Han-Chinesen viel leichter die erforderliche Erlaubnis erhielten, in tibetischen Städten zu leben, als Tibeter.
Die Abschaffung dieser Politik wurde in elf Provinzen vor allem an der Ostküste vorgeschlagen. Nach einem breit publizierten Zwischenfall, bei dem 2003 ein Modedesigner in der Provinz Guangdong zu Tode geprügelt wurde, wurde das Gesetz bereits insofern geändert, als Wanderarbeiter nicht länger eine Internierung nach dem System der Verhaftung und Rückführung befürchten müssen. Der Pekinger Anwalt, der den Zwischenfall bekannt gemacht hatte, sagte, das bedeute das Ende des Hukou-Systems: In den meisten kleineren Städten wurde das System aufgehoben; es hat in den großen Städten wie Peking und Schanghai „fast seine Funktion verloren“. Nach z. T. heftigen Protesten wurde 2003 im Zusammenhang mit einem Todesfall das System der Custody and Repatriation aufgehoben, mit dem von 1982 an vor allem Wanderarbeiter in Internierungslagern inhaftiert worden waren.
Nach wie vor wird jedoch im Melderegister das Attribut „Landbewohner“ einer Person fest zugeordnet, unabhängig von einem Wohnortwechsel. Die Wanderarbeiter in den Städten bleiben „Landbewohner“ mit deutlich geringeren Rechten als die „Stadtbewohner“ und die „Landbewohner“ dürfen ohne behördliche Genehmigung nicht in den Städten Arbeit suchen.

### Religionsfreiheit
Während der Kulturrevolution (1966–1976), insbesondere während der Kampagne der Zerstörung der Vier Alten, wurden religiöse Praktiken aller Art von den Kommunisten verfolgt. Während der Kampagne wurden viele religiöse Gebäude geplündert und zerstört. Seitdem wurden keine Anstrengungen unternommen, diese wieder zu reparieren oder neu aufzubauen und historische und religiöse Stätten zu schützen. Das Außenministerium der Vereinigten Staaten kritisierte in seinem Menschenrechtsbericht 2005, dass nicht genug für die Reparatur oder die Wiederherstellung von beschädigten und zerstörten Stätten getan worden sei.
Die Verfassung von 1982 garantiert den Bürgern das Recht, an jede Religion zu glauben. Diese Freiheit unterscheidet sich jedoch vom generellen Konzept der Religionsfreiheit, wie sie der Westen versteht, und ist Beschränkungen unterworfen.
Von Mitgliedern der kommunistischen Partei wird offiziell verlangt, Atheisten zu sein. Viele Parteimitglieder brechen diese Regel privat, weil offen gelebte Religiosität ihre beruflichen und sozialen Aufstiegsaussichten schmälern könnte. Alle religiösen Gruppen müssen sich staatlich registrieren lassen. Außerdem versucht die Regierung fortwährend, die Kontrolle nicht nur über die religiösen Inhalte, sondern auch über die Wahl der Führer zu behalten.

#### Christentum
Die Regierung versucht, strenge Kontrolle über alle Religionen auszuüben. Daher stehen die einzigen legalen christlichen Religionsgemeinschaften unter der Führung der KPCh wie z. B. die evangelische Dreiselbstkirche und die Chinesische Katholisch-Patriotische Vereinigung. Es wurde von einigen behauptet, dass der Unterricht in staatlich anerkannten Kirchen von der Partei zumindest aufgezeichnet, wenn nicht modifiziert werde.
Vor allem die römisch-katholische Kirche wird als äußere Macht angesehen und dem Papst das Recht abgesprochen, Bischöfe in China zu ernennen. Entsprechend wird die offizielle Kirche vom Staat kontrolliert. Diese wird wiederum von Rom als schismatische Gruppe angesehen. Daneben gibt es auch eine illegale Untergrundkirche, die sich zum Papst bekennt.
Nach Voice of the Martyrs wird das Wachstum organisierter religiöser Gruppen in China durch den Staat kontrolliert und geregelt. Dies verhindere das Anwachsen von Gruppen, oder Autoritäten außerhalb der Kontrolle der Regierung und der KPCh. Es wird weiter davon ausgegangen, dass „nicht registrierte religiöse Gruppen unterschiedliche Grade öffentlicher Einmischung, Verfolgung und Unterdrückung“ erfahren. Falun Gong wird als Gruppe zitiert, die als Bedrohung des Regimes wahrgenommen wurde.
Die Mitglieder der Hauskirchen (s. Unabhängige Kirchen in China) sind zahlreicher als die offizielle Kirche oder die katholische Untergrundkirche (da letztere explizit illegal ist). Weil sie außerhalb der Kontrolle und Einschränkungen der Regierung tätig sind, werden ihre Mitglieder und Führer manchmal von lokalen Regierungsvertretern verfolgt. Diese Verfolgung kann z. B. in Form von Haftstrafen oder häufiger durch Umerziehung durch Arbeit erfolgen. Schwere Strafen sind nicht ungewöhnlich, wobei persönliches Eigentum als Bezahlung konfisziert wird, wenn die Bezahlung zurückgewiesen wird oder nicht möglich ist. Hauskirchen sind nicht offiziell verboten und seit den 1990er Jahren wächst die offizielle Toleranz ihnen gegenüber. Die meisten Beobachter glauben, dass die Verfolgung von Hauskirchen durch Regierungsvertreter weniger auf einer ideologischen Opposition gegen Religion beruht als vielmehr auf Befürchtungen vor einem Zentrum der Volksmobilisierung außerhalb der Kontrolle der kommunistischen Partei.
Im Weltverfolgungsindex für Christen, das vom Missions- und Hilfswerks Open Doors veröffentlicht wird, steht die Volksrepublik China im Jahr 2019 auf dem 27. Rang.
2007 wurde nach dem Tod des Bischofs Michael Fu Tieshan der Pfarrer Joseph Li Shan zum neuen Bischof von Peking ernannt. Im Gegensatz zu Bischofsernennungen in anderen Ländern geschah dies nicht durch den Papst, aber Li Shan war als erster Bischof der staatlichen Chinesischen Katholisch-Patriotischen Vereinigung vorab von Rom gebilligt worden. Li Shan wird eine größere Distanz zu den Behörden als seinem Vorgänger nachgesagt, der auch Regierungsämter innehatte und eng mit den staatlichen Religionsbehörden zusammengearbeitet hatte.

#### Buddhismus
Das Staatsministerium für religiöse Angelegenheiten veröffentlichte eine 14-teilige Vorschrift, um den Einfluss des Dalai Lama einzuschränken. In dieser wird erklärt, dass die Prozedur zur Identifizierung von Reinkarnationen und das Findungsergebnis staatlicher Genehmigung bedarf.
Als der Dalai Lama im Mai 1995 die Wahl eines Kindes zum Nachfolger des 1989 gestorbenen Panchen Lamas autorisierte, erklärte die chinesische Regierung diese Wahl für ungültig. Daraufhin suchte sie selbst nach einem geeigneten Nachfolger. Der vom Dalai Lama identifizierte Nachfolger wurde seitdem nicht mehr in der Öffentlichkeit gesehen.
Beispiele für die politische Kontrolle sind:
- Begrenzung der Anzahl von Mönchen zur Verringerung der gläubigen Bevölkerung
- erzwungene Denunziation des Dalai Lama als spiritueller Führer
- Ausweisung von missliebigen Mönchen aus Klöstern
- erzwungene öffentliche Bekundungen der Loyalität zum Regime der Volksrepublik China
- Beschränkung religiöser Studien für Kinder und Jugendliche unter 18 Jahren.

Vor 1959 lebten in Drepung, dem größten Kloster Tibets über 10.000 Mönche im Jahr 2005 waren es etwa 640. Peking begrenzt nun die Anzahl der Mönche auf 700.
2007 wurden buddhistische Mönche verhaftet, die die Verleihung der Congressional Gold Medal an den Dalai Lama durch den US-amerikanischen Kongress feierten.

#### Falun Gong
Nach sieben Jahren breiter Akzeptanz verbot die Regierung am 20. Juli 1999 Falun Gong (auch als Falun Dafa bekannt) und startete eine nationale Razzia gegen diese Praktik. Eine Reihe von Petitionen an offizielle Stellen sowie eine am 25. April 1999 stattgefundene Versammlung von 10.000 Anhängern in Zhongnanhai, dem Hauptsitz der Kommunistischen Partei und der Regierung, um die Freilassung der Praktizierenden aus Tianjin sowie ein Ende der Eskalation der Schikanen gegen sie zu fordern, führten zur massiven Verfolgung von Falun Gong.
Laut Pulitzer-Preisträger Ian Johnson hat die KPCh jeden Bereich der Gesellschaft zur Verfolgung von Falun Gong mobilisiert: Medien, Polizei, Militär, Erziehungs- und Bildungssystem, Familien und Arbeitsplatz. Außerdem wurde das Büro 610 eingerichtet, um die laut Forbes Magazine „Terror-Kampagne gegen Falun Gong zu überwachen“. Die Kampagne wurde von breit angelegter Propaganda in Fernsehen, Zeitungen, Radio und Internet unterstützt. Amnesty International zeigte sich insbesondere besorgt über Berichte von Folter, illegaler Inhaftierung einschließlich Arbeitslagern und psychiatrischem Missbräuchen.

### Politische Freiheit
Die amerikanische NGO Freedom House stufte die VR China 2017/18 als „nicht frei“ ein. Dabei erhielt die Volksrepublik China im Bereich auf dem von 0 bis 100 reichenden Index des Freiheitsgrades (0 = maximal unfrei, 100 = maximal frei) einen Punktewert von 15 (2017) bzw. 14 (2018). Im Demokratieindex der Zeitschrift The Economist wird das Land 2010 als autoritärer Staat als 136. von 167 Staaten eingestuft.
Die Volksrepublik China ist bekannt für ihre Intoleranz gegenüber organisierten Dissidenten. Diese werden regelmäßig verhaftet und oft lange Zeit ohne Gerichtsverhandlung inhaftiert. Fälle von Folter, erzwungenen Geständnissen und Zwangsarbeit werden häufig berichtet. Die Versammlungsfreiheit ist sehr begrenzt. Die jüngste Massenbewegung für politische Freiheit wurde 1989 mit dem Tian’anmen-Massaker beendet. Es wird, je nach Quelle, geschätzt, dass dabei 200 bis 10.000 Menschen getötet wurden.
Im Oktober 2008 hat das Europäische Parlament den EU-Menschenrechtspreis dem Dissidenten Hu Jia verliehen. Die chinesische Regierung kritisierte daraufhin das Europäische Parlament für „grobe Einmischung in innere Angelegenheiten Chinas“, indem es diese Auszeichnung einem „inhaftierten Kriminellen (…) unter Missachtung unserer wiederholten Darstellungen“ verliehen hätte.

### Ethnische Minderheiten
Es gibt 56 Nationalitäten in China. In Artikel 4 der chinesischen Verfassung heißt es zwar: „Alle Nationalitäten in der Volksrepublik China sind gleich.“ und etwa an Universitäten sind typischerweise Quoten für ethnische Minderheiten reserviert, doch in der Realität werden Minderheiten stark unterdrückt. Die Regierung reagiert insbesondere scharf auf Bestrebungen nach Unabhängigkeit oder politischer Autonomie, wie etwa von Tibetern und Uiguren in den ländlichen Provinzen im Westen Chinas. Menschenrechtsorganisationen kritisieren, dass die chinesische Regierung verschiedene ethnische Minderheiten kulturell und politisch unterdrücken will, indem sie beispielsweise Han-Chinesen ermuntere, in Gebiete wie Xinjiang und Tibet zu ziehen, um die Loyalität dieser Regionen gegenüber Peking zu vergrößern, was dazu führt, dass etwa die tibetische Bevölkerung in großem Maße Arbeitsplätze verloren habe.
Am 6. Oktober 2020 gab eine Gruppe von 39 Ländern – darunter Albanien, Australien, Österreich, Belgien, Bosnien und Herzegowina, Bulgarien, Kanada, Kroatien, Dänemark, Estland, Finnland, Frankreich, Haiti, Honduras, Island, Irland, Italien, Japan, Lettland, Liechtenstein, Litauen, Luxemburg, die Marshallinseln, Monaco, Nauru, die Niederlande, Neuseeland, Nordmazedonien, Norwegen, Palau, Polen, die Slowakei, Slowenien, Spanien, Schweden, die Schweiz, das Vereinigte Königreich, die Vereinigten Staaten und Deutschland – eine Erklärung ab, um China wegen seiner Menschenrechtsverletzungen an ethnischen Minderheiten und wegen Freiheitsbeschränkungen in Hongkong anzuprangern.

#### Uiguren

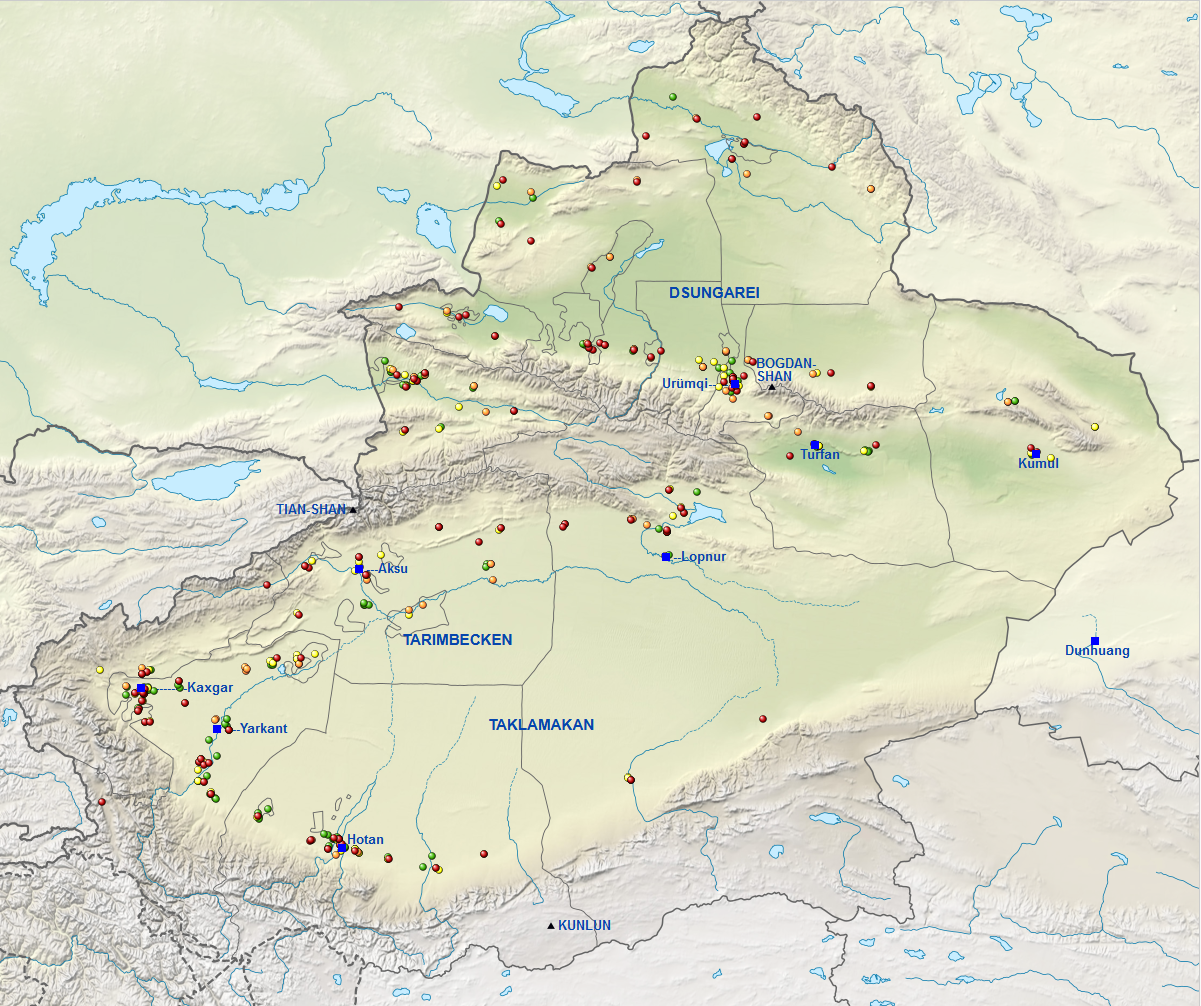
381 der mutmaßlichen Umerziehungs- und Hafteinrichtungen in Xinjiang, die seit 2017 erbaut oder erheblich erweitert wurden
(Quelle: ASPI-Studie Xinjiang Data Project vom 24. September 2020)
Legende:
- : Umerziehungseinrichtung geringer Sicherheitsstufe
- : Umerziehungseinrichtung höherer Sicherheitsstufe
- : Hafteinrichtung
- : Gefängnis mit höchsten Sicherheitsvorkehrungen
- : Umerziehungs- oder Hafteinrichtung ohne Einordnung der Sicherheitsstufe
- : Gebirge
- : Stadt

Im Jahr 2014 startete die chinesische Führung mit dem Programm der Assimilationspolitik, den Xinjiang-Umerziehungslagern, einen Ethnozid an muslimischen Uiguren und anderen Minderheiten in der autonomen Region Xinjiang.

#### Tibet
1950 marschierte die Volksbefreiungsarmee in Tibet ein. Nach dem fehlgeschlagenen Tibetaufstand von 1959 floh der 14. Dalai Lama nach Indien. 1991 äußerte er, dass chinesische Siedler in Tibet ein „chinesisches Apartheid-System“ errichten würden:

„Die neuen chinesischen Siedler haben eine alternative Gesellschaft erzeugt – eine chinesische Apartheid, die einen gleichrangigen sozialen und ökonomischen Status von uns Tibetern im eigenen Land verweigern und drohen, uns schließlich zu überrollen und zu absorbieren.“

In einer Auswahl von Reden des Dalai Lama, die 1998 veröffentlicht wurden, bezog er sich wieder auf die „chinesische Apartheid“. Er erweiterte die Darstellung seines Standpunktes, indem er äußerte, dass Menschenrechte durch die Diskriminierung von Tibetern unter einer Politik der „Trennung und Assimilierung“ verletzt würden. Nach Ansicht der chinesischen Regierung sind die in der Autonomen Region Tibet gewährten Rechte hingegen „perfekt“. Dazu führt sie aus, dass die Lebenserwartung der Tibeter von 36 Jahren im Jahr 1959 auf 65 Jahre im Jahr 1999 angestiegen sei. Im gleichen Zeitraum sank nach ihren Angaben das Analphabetentum um 47 %. Ferner beziffert der Staatsrat den tibetischen Anteil an der Bevölkerung des Autonomen Gebiets Tibet mit 94 %. Die Heritage Foundation dagegen äußerte zu diesem Thema:

„Wenn es um die tibetische Souveränität düster aussieht, so ist die Frage der Behandlung der Tibeter durch die Volksrepublik China nur zu klar. Nach der Invasion in Tibet 1950 haben die chinesischen Kommunisten über eine Million Tibeter getötet, 6.000 Klöster zerstört und die nordöstliche Provinz Tibets, Amdo, in einen Gulag verwandelt, in dem nach einer Schätzung bis zu zehn Millionen Menschen leben. Eine Viertelmillion chinesischer Soldaten bleibt in Tibet stationiert. Außerdem sind 7,5 Millionen Chinesen dem Anreiz Pekings gefolgt und nach Tibet gezogen – mittlerweile stellen sie die Bevölkerungsmehrheit gegenüber 6 Millionen Tibetern. Durch das, was chinesische Apartheid genannt wurde, haben die ethnischen Tibeter nun eine niedrigere Lebenserwartung, einen niedrigeren Alphabetisierungsgrad und ein geringeres Pro-Kopf-Einkommen als die chinesischen Einwohner Tibets.“

2001 erreichten tibetische Exilgruppen eine Akkreditierung beim Treffen von Nichtregierungsorganisationen, das von den Vereinten Nationen gesponsert wurde. Am 29. August äußerte Jampal Chosang, der Vorsitzende der Tibetischen Koalition, dass China eine „neue Form der Apartheid“ in Tibet eingeführt habe, was sich darin zeige, dass „tibetische Kultur, Religion und nationale Identität als Bedrohung“ für China angesehen würden. Die Tibetische Gesellschaft Großbritanniens hat die britische Regierung aufgefordert, „das Apartheid-Regime in Tibet zu verurteilen, dass die Tibeter als eine Minderheit im eigenen Land bedroht und die Verwendung ihrer Sprache, bei der Erziehung, bei der Praktizierung ihrer Religion und in Bezug auf Beschäftigungsmöglichkeiten diskriminiert.“
Im März 2008 kam es erneut zu Unruhen in Tibet. Nach Angaben der chinesischen Regierung starben während der Unruhen 20 Menschen. Ein Tibeter sei durch Schüsse der Polizei getötet worden, für die anderen Todesfälle seien tibetische „Aufständische“ verantwortlich. Die tibetische Exilregierung sprach hingegen von mehr als 200 Toten. In diesem Zusammenhang wurde auch ein Boykott der Olympischen Spiele diskutiert. Gegen ausländische Journalisten, die über die Unruhen berichten wollten, wurden anonyme Morddrohungen ausgesprochen.

### Behindertenrechte
In China ist es Universitäten erlaubt, Bewerber mit Behinderungen abzulehnen. Zwar haben behinderte Kinder das Recht eine Schule zu besuchen, doch die Schulen bieten oder verweigern den Kindern oft Materialien, die sie aufgrund ihrer Beeinträchtigung brauchen.

### Sozialkredit-System
Mit dem Sozialkredit-System existiert in der Volksrepublik der Versuch einer totalen Kontrolle der Bevölkerung durch die Vergabe von Punkten für aus Sicht der Kommunistischen Partei wünschenswertes Verhalten, bzw. deren Entzug für negatives Verhalten. Dieses System geht einher mit einer quasi allgegenwärtigen Überwachung, aus deren Daten sich ein Großteil der Punktevergabe speist. Wer ein zu niedriges Punktellevel erreicht, muss mit Einschränkungen im alltäglichen Leben, etwa beim Zugang zu sozialen Diensten oder der Arbeitsplatz- und Ausbildungssuche, rechnen.

## Menschenrechte aus Sicht der Kommunistischen Partei
Die chinesischen Aktionspläne für Menschenrechte (siehe unten) behandeln die Themen des Internationalen Pakts über bürgerliche und politische Rechte und des Internationalen Pakts über wirtschaftliche, soziale und kulturelle Rechte der UNO. Die Bedeutung von den Menschenrechten aus Sicht der allein herrschenden Kommunistischen Partei Chinas unterscheiden sich dabei jedoch grundlegend von dem der Vereinten Nationen: Während die universellen Menschenrechte eigentlich unverletzliche und unveräußerliche Grundrechte eines jeden einzelnen Menschen als Träger einer individuellen Menschenwürde sind, die ihn primär vor Übergriffen des Staates schützen sollen, hat in der Volksrepublik die Verbesserung des Wohlstands und der Lebensqualität der Bevölkerung Vorrang vor den Freiheitsrechten Einzelner. Ein lokaler Funktionär wird dementsprechend primär an den wirtschaftlichen Erfolgen gemessen, die im Zweifelsfall wichtiger sind als der Schutz des Einzelnen vor Menschenrechtsverletzungen. Die chinesische Regierung verweist im Rahmen dieser sozialistischen Argumentation auch traditionell darauf, dass seit der Gründung der Volksrepublik der Wohlstand der Bevölkerung massiv gestiegen und daraus resultierend die Lebenserwartung der chinesischen Bevölkerung von 35 Jahren auf inzwischen 73 Jahre gestiegen sei; und verteidigt so die Unterdrückung individueller Menschenrechte mit dem „höheren Gut“ der gesamtgesellschaftlichen Wohlfahrt. Gemäß offizieller Sichtweise schützt China die Menschenrechte dementsprechend und baut sie aus.
Vonseiten der Regierung wird zudem betont, dass die Einheit und die Stabilität Chinas die Basis für die Realisierung der Menschenrechte darstellten. Die Einheit und Stabilität Chinas gelten in China aber, bedingt durch „leidvolle Erfahrungen“ der letzten 150 Jahre, nicht als selbstverständlich und als stets gefährdet. Daher stünden Rechtssicherheit, Religionsfreiheit, Meinungsfreiheit, Informationsfreiheit und Versammlungsfreiheit unter dem Vorbehalt der Bewahrung der Einheit und Stabilität Chinas, die als vorrangiges Gut betrachtet werden. Die Stabilität und Einheit Chinas sowie der wirtschaftliche Wohlstand der Bevölkerung stünden in der chinesischen Normenhierarchie über den individuellen Rechten der Bürger.
Die Menschenrechte umfassten nach Sichtweise der seit 1949 allein regierenden Kommunistischen Partei Chinas sowohl Rechte als auch Pflichten, sie umfassten den Einzelnen wie auch die Gemeinschaft. Die Menschenrechte seien keine „starre Kategorie“, sondern sie entwickelten und veränderten sich. Sie ließen sich demnach wie folgt darstellen:
1. Die Menschenrechte sind das Produkt gesellschaftlicher Entwicklungen. Sie existieren nur im Rahmen des staatlich gesetzten Rechts.
2. Die Menschenrechte sind einem fortwährenden dynamischen Veränderungsprozess unterworfen. Zuerst gab es die individuellen Menschenrechte, später sind dann soziale, kulturelle und kollektive Menschenrechte dazugekommen.
3. Die Menschenrechte gehören zum „Überbau“, der vor allen Dingen von der wirtschaftlichen Basis geprägt wird. Die jeweilige konkrete Menschenrechtslage eines Landes ist daher in erster Linie von den wirtschaftlichen Bedingungen abhängig. Deshalb ist für den Fortschritt der Menschenrechtslage der wirtschaftliche Aufbau von zentraler Bedeutung. Je rückständiger die wirtschaftliche Lage, umso unbefriedigender ist zwangsläufig die Menschenrechtslage.
4. Das entscheidende Kriterium für die Menschenrechtslage in einem Entwicklungsland, und China betrachtet sich noch als Entwicklungsland, ist, ob das politische System wirtschaftlichen und sozialen Fortschritt und die Lebensqualität der Menschen fördert. Mit Hilfe der raschen wirtschaftlichen Entwicklung Chinas können die Menschenrechte in China schrittweise weiter ausgebaut werden.
5. Die Rechte der Menschen gegenüber der Gesellschaft sind verknüpft mit Pflichten des Einzelnen gegenüber der Gesellschaft. Wer seinen Pflichten nicht nachkommt, kann nicht auf Rechte pochen.
6. Es gibt individuelle und es gibt kollektive Menschenrechte, bei denen die Rechte der Gemeinschaft Vorrang vor den Rechten des Einzelnen besitzen. Deng Xiaoping stellte dies folgendermaßen dar: „Man unterstütze die Menschenrechte, aber vergesse nicht, dass es noch Staatsrechte gibt! Wenn die Rede von Menschenrechten ist, vergesst nicht, dass es die Würde des Staates gibt!“[150]

Des Weiteren gelten:
1. Die „Regenbogen-Konzeption“ der Menschenrechte
Nach dieser Konzeption umfassen die Menschenrechte sowohl individuelle als auch kollektive und sowohl politische wie auch wirtschaftliche, soziale sowie kulturelle Menschenrechte. Während man „im Westen“ eher nur einzelne individuelle Menschenrechte betone, gäbe es auch ein kollektives Menschenrecht des chinesischen Volkes auf wirtschaftliche, kulturelle und politische Selbstbestimmung und Entwicklung.
2. Die These von der Gleichrangigkeit der Menschenrechte
Nach chinesische Lesart sind die Rechte auf gesellschaftliche Entwicklung, Nahrung und Arbeit als gleichrangige Menschenrechte zu werten wie z. B. der Schutz vor Folter. China leitet daraus die Vorstellung ab, dass ein wirtschaftlich weit entwickelter Staat, der ausreichende Wirtschaftshilfe an wirtschaftlich unterentwickelte Staaten verweigert und damit das „Völker-Menschenrecht“ auf Entwicklung und Solidarität missachtet, seinerseits unmöglich die Beachtung der politischen Menschenrechte durch einen wirtschaftlich unterentwickelten Staaten einfordern könne.
3. Einschränkungen der Menschenrechte
China betont, dass auch einige UNO-Resolutionen die Möglichkeit der Einschränkung von Menschenrechten ausdrücklich vorsehen. So können etwa nach einem Beschluss der UNO-Vollversammlung vom 16. Dezember 1966 staatliche Stellen die freie Meinungsäußerung einschränken, wenn dies für den Schutz der nationalen Sicherheit, der öffentlichen Ordnung, der Volksgesundheit und der öffentlichen Sittlichkeit erforderlich und eine gesetzliche Grundlage vorhanden ist.[152]

### Chinesische Reaktionen auf die Vorwürfe
Von der chinesischen Regierung werden Vorwürfe der Menschenrechtsverletzung dementsprechend zurückgewiesen. Für die Chinesen läge der Schwerpunkt darauf, dass China nach wie vor ein armes Land ist, und die Chinesen seien stolz darauf, wie in China die Armut zurückgedrängt wurde und weiter zurückgedrängt werde. Es wird darauf verwiesen, dass in den letzten 30 Jahren über 500 Millionen Menschen aus großer Armut befreit wurden und dass Wohlstand für weite Teile der Bevölkerung geschaffen werde. Dies sei die „wahre Realisierung der Menschenrechte“. Dies sei aber nicht möglich, wenn man jedem „Quertreiber“ oder „Aufwiegler“ jede Freiheit gewähre. Im Hinblick auf die Unterdrückung von Falun-Gong-Anhängern verweist die chinesische Regierung etwa darauf, dass Falun-Gong die Stabilität Chinas und damit die Existenzbasis weiter Teile der Bevölkerung Chinas aktiv bedroht habe und weiter bedrohen würde. China hätte gegenüber der eigenen Bevölkerung deshalb die Verpflichtung gehabt, gegen Falun-Gong massiv einzuschreiten.
Nach Ansicht der Regierung instrumentalisiere „der Westen“ die Menschenrechtsfrage zur „moralischen Verbrämung einer beinharten Interessenpolitik zugunsten eigener nationaler Interessen.“ Das eigentliche Ziel sei die „Destabilisierung“ des Landes mit dem Ziel des Sturzes des Regimes der Kommunistischen Partei Chinas oder zumindest einer Verlangsamung der wirtschaftlichen Entwicklung, ohne Rücksicht auf die Folgen für die chinesische Bevölkerung.
Grundlage für die internationale Positionierung Chinas in Menschenrechtsfragen ist bis heute das 1991 veröffentlichte Weißbuch Menschenrechte in China. Die kommunistische Regierung gab das Grundsatzdokument als Reaktion auf internationale wie nationale Kritik am Massaker auf dem Tiananmen-Platz von 1989 heraus. Es dient in den Augen von Politikwissenschaftlern und Historikern als Propagandainstrument der Staatsführung, um Menschenrechtsverletzungen in der Volksrepublik China gegenüber ausländischen Kritikern zu rechtfertigen. Dies geschieht insbesondere dadurch, dass das Recht auf Subsistenz (oder Lebensunterhalt) der Individuen im Weißbuch Menschenrechte als wichtigstes, allen anderen übergeordnetes Menschenrecht dargestellt wird. Die ausreichende materielle Versorgung der Bevölkerung wird als Staatsaufgabe ausgewiesen, wodurch mit dem Rückgriff auf ein Menschenrecht die Herrschaft der Kommunistischen Partei legitimiert wird. Des Weiteren wird im Weißbuch ausgeführt, dass kulturelle, soziale, historische und wirtschaftliche Unterschiede Voraussetzung für die Art der Auslegung von Menschenrechten im jeweiligen Staat seien und damit die staatliche Souveränität Chinas betont. Diese Position dient chinesischen Diplomaten somit auch heute noch als Legitimationsgrundlage im menschenrechtlichen internationalen Diskurs. Die führenden Politiker Chinas betonen, dass in China die Menschenrechte respektiert, geschützt und ausgebaut werden. Hierzu sagte Präsident und Vorsitzende der KPCh Hu Jintao zur Eröffnung des 17. Parteikongresses: „Die Menschenrechte sollten respektiert und gewährleistet werden. Die Justizorgane sollten gesetzmäßig, unabhängig und unparteiisch sein. Die Regierungsorgane sollten öffentlicher Kontrolle unterliegen.“ Bei der Kritik wegen Menschenrechtsverletzungen könne man sich also auf die Aussagen der obersten Politiker berufen.
Gegenüber öffentlich vorgetragenen allgemeinen Vorwürfen wegen Menschenrechtsverletzungen, z. B. Diskriminierung von Wanderarbeitern, wird negativ reagiert. Dies gelte sowohl für die Repräsentanten des Staates wie für weite Teile der Bevölkerung. Der überwiegende Teil der Bevölkerung sei stolz auf das, was in den letzten Jahren, besonders wirtschaftlich, in China geleistet worden sei, und es werde erwartet, dass dies auch vom Ausland anerkannt wird. Vor einer Kritik an China solle die Anerkennung für das Erreichte stehen.
Von „westlicher“ Seite werde der Stimmungsumschwung in China oft unterschätzt. Es kam in den letzten Jahren des stetigen Wirtschaftsaufschwungs geradezu zu einer Explosion des nationalen Selbstvertrauens und des Selbstwertgefühls; Kishore Mahbubani, ein Diplomat aus Singapur schrieb darüber bereits 1994: „Für Europäer oder Nordamerikaner ist es schwierig, die große Tragweite der seelischen Revolution in Ostasien zu begreifen, weil sie nicht in die Köpfe der Ostasiaten eindringen können. Ihre Köpfe sind niemals in den Kolonialismus eingetaucht worden. Sie mussten niemals mit der tief bewussten Annahme kämpfen, dass sie vielleicht nur zweitklassige menschliche Wesen seien, niemals gut genug, um nach oben zu kommen. Das wachsende Bewusstsein der Ostasiaten, dass sie alles ebenso gut, wenn nicht besser, können als andere Kulturen, hat zu einer Explosion des Selbstvertrauens geführt.“ Es werde in China großer Wert darauf gelegt, dass eine Diskussion mit China stets auf „gleicher Augenhöhe“ zu führen sei. Menschenrechtskritik gelte dort schnell als Lehrmeisterei im alten Kolonialistenstil, die von vornherein abgelehnt werde.
Des Weiteren werde das Einfordern von Menschenrechten durch westliche Staaten schnell als „scheinheilig und verlogen“ betrachtet. Es sei nicht vergessen, dass die westlichen Kolonialmächte zu der Zeit, als sie Teile Chinas besetzt hielten, sich um die Menschenrechte der Chinesen wenig scherten. Beim Opiumkrieg 1839 überzog England das Kaiserreich China mit Krieg, um chinaweit Opium verkaufen zu dürfen, obwohl der Verkauf von Opium in England selbst natürlich verboten war. Es wird vermutet, dass viele Vorwürfe wegen Menschenrechtsverletzungen nicht wegen betroffener Menschen erhoben werden, sondern um China politisch zu schwächen und den wirtschaftlichen Aufstieg zu behindern. China allerdings sei ein Land, welches von sich selbst erklärt, dass es noch Defizite habe, die es im Dialog mit Nationen wie z. B. Deutschland beseitigen möchte. Wenn anerkannt würde, welche Fortschritte China, auch in der Frage der Menschenrechte, in den letzten 30 Jahren gemacht habe, und wenn die Kritik präzise sei, dann könne mit Menschrechtskritik in China durchaus etwas erreicht werden.
Die politische Führung der Volksrepublik, die davon ausgeht, dass Länder mit verschiedenen wirtschaftlichen Entwicklungsstufen und Kulturen notwendigerweise verschiedene Einschränkungen der Menschenrechte akzeptieren müssen, betrachtet die Forderungen nach einer universellen Geltung von Menschenrechten als eine Form der alten „kolonialistischen Überheblichkeit Europas“. Deshalb werden Menschenrechtsforderungen von westlicher Seite häufig schon aus Prinzip zurückgewiesen, oft versehen mit dem Vorwurf, der Westen messe mit zweierlei Maß. Harro von Senger weist in diesem Zusammenhang darauf hin, dass es die britische Kolonialmacht versäumt habe, die Geltung der Europäischen Menschenrechtskonvention auf Hongkong auszudehnen, bevor die Kronkolonie an China übergeben wurde. Es müsse in China der Eindruck entstehen, die europäische Betonung individueller Menschenrechte gelte nur für Europäer oder Menschen der „weißen Rasse“.

## Aktionsplan für die Menschenrechte 2009–2010
Zur Weiterentwicklung der Menschenrechte in China veröffentlichte die Chinesische Regierung am 13. April 2009 einen Aktionsplan für die Menschenrechte für 2009–2010. Zur Darstellung der chinesischen Regierungssicht der Menschenrechte wird im Folgenden dieser Plan und die Erläuterungen der chinesischen Initiatoren genauer dargestellt.
Der chinesische Aktionsplan umfasst 54 Seiten und liest sich wie ein umfassendes, teils sehr detailliertes Regierungsprogramm. Es wird z. B. sowohl auf den Wiederaufbau der durch das Erdbeben im Jahr 2008 zerstörten Gebiete, wie auf die Rechte der Alten und Behinderten, sowie auf den Umweltschutz, das Recht auf Arbeit, auf Erziehung und vieles mehr eingegangen. Vieles im Aktionsplan sind Absichtserklärungen, die sich unmöglich innerhalb von zwei Jahren umsetzen lassen, z. B. „die Sicherung der Rechte und Interessen der Bauern“.

### Grundprinzipien des Plans
Die Prinzipien des Plans werden von den Initiatoren so dargestellt: „Der Plan basiert auf folgenden fundamentalen Prinzipien. Erstens, der Plan ist gemäß den Grundprinzipien der chinesischen Verfassung, der allgemeinen Menschenrechtserklärung und den internationalen Konventionen über bürgerliche und politische Rechte aufgebaut. Er zielt darauf ab, Gesetze und Verordnungen zu verbessern, die die Menschenrechte betreffen und die Sache der Menschenrechte allgemein voranzubringen. Zweitens, gemäß dem Prinzip, dass alle Arten der Menschenrechte zusammenhängen und untrennbar sind, ermutigt der Plan die koordinierte Weiterentwicklung der wirtschaftlichen, sozialen und kulturellen, wie auch der bürgerlichen und politischen Rechte. Der Plan fördert die ausbalancierte Entwicklung zwischen individuellen Rechten und den Rechten der Gemeinschaft. Drittens sichert der Plan, im Rahmen der chinesischen Realitäten, die Ausführbarkeit der vorgeschlagenen Ziele und Maßnahmen und vertritt wissenschaftlich die Weiterentwicklung der Sache der Menschenrechte in China.“
Im Dokument wird eingeräumt, dass China noch einen weiten Weg für die Verbesserung der Menschenrechte vor sich habe. Im Dokument ist dazu geschrieben: „Aufgrund der Einflüsse und den Beschränkungen durch Natur, Geschichte, Kultur, Wirtschaft, sozialem Entwicklungsstand und anderen Faktoren ist China mit vielen Herausforderungen konfrontiert und hat in seinen Bemühungen, die Menschenrechtssituation zu verbessern, noch einen langen Weg vor sich.“
Der Plan umfasst die Bereiche materielle Verbesserungen, Arbeit und Soziales sowie Demokratie und Teilhabe, wobei die aktuellen Prioritäten in der Entwicklung der Menschenrechte im Bereich der materiellen Verbesserungen liegen. Sie werden von den Initiatoren folgendermaßen beschrieben.

#### Materielle Verbesserungen
Die chinesische Regierung sagt, sie respektiere die universellen Prinzipien der Menschenrechte, sie gibt jedoch aufgrund der aktuellen Realitäten in China dem Schutz der Ernährung und der wirtschaftlichen Entwicklung der Bevölkerung Vorrang vor anderen Menschenrechten. Weiterhin sagt sie zu, sie garantiere die Rechte aller Bürger auf gleiche Teilhabe und Entwicklung auf der Basis einer schnellen und gesunden Entwicklung der Wirtschaft und der Gesellschaft.

#### Arbeit und Soziales
In der Regierungsarbeit betont die Regierung das Prinzip, dass die Regierung für das Volk da ist, und sie bemüht sich nach Kräften, die wichtigsten und drängendsten Probleme der Bevölkerung zu lösen. Sie unterstützt bürgerliche Gleichheit und Gleichheit vor dem Gesetz und ist bestrebt sicherzustellen, dass alle Bürger ihre Rechte auf Erziehung, Arbeit, medizinische Versorgung, Altersversorgung und Wohnung in Anspruch nehmen können.

#### Demokratie und Teilhabe
Die chinesische Regierung beharrt auf der Sicherung der Position der Bevölkerung als Beherrscher des Landes. Die Regierung baut die Teilnahme der Bevölkerung in politischen Angelegenheiten auf allen Ebenen aus. Sie verbessert die Institutionen für Demokratie, führt demokratische Wahlen durch und demokratisiert die Entscheidungsfindung. Die Regierung handelt gemäß dem Gesetzesauftrag, dass die Bevölkerung das Recht hat, informiert zu werden, teilzunehmen, gehört zu werden und die Institutionen zu beaufsichtigen.

### Aktionsfelder
Im Aktionsplan für Menschenrechte 2009–2010 werden Detailthemen in fünf Aktionsfeldern zusammengefasst.
1. Wirtschaftliche, soziale und kulturelle Rechte: Das Aktionsfeld über wirtschaftliche, soziale und kulturelle Themen umfasst das Recht auf Arbeit, ein Leben oberhalb des Existenzminimums, soziale Sicherheit, Behandlung bei Krankheit, Erziehung, Umweltschutz. Des Weiteren kulturelle Rechte, Sicherung der Rechte und Interessen der Bauern, Garantie der Menschenrechte durch Wiederaufbau der durch das Erdbeben in Sichuan zerstörten Gebiete.
2. Bürgerliche und politische Rechte: Das Aktionsfeld „Bürgerliche und politische Rechte“ umfasst die Rechte des Bürgers, der Strafgefangenen, das Recht auf eine faire Gerichtsverhandlung und Freiheit des religiösen Glaubens. Des Weiteren das Recht auf Information, Teilnahme, rechtliches Gehör und Kontrolle der Staatsorgane.
3. Rechte von Minderheiten und Schwachen: Die Rechte von Minderheiten und Schwachen umfassen die Rechte der Ethnischen Minderheiten, der Frauen, der Kinder, der Älteren und der Behinderten.
4. Erziehung in Menschenrechten: Internationale Pflichten für die Menschenrechte

#### Details über die Bürgerrechte
Die Rechte des Bürgers sind gemäß diesem Aktionsplan nur ein Punkt unter vielen und die unter Bürgerrechte angesprochenen Aktionsfelder sind für westliche Betrachter überraschend. Die Entwicklung der Bürgerrechte soll auf folgenden Problemfeldern erfolgen: Verbot der Folter, Verbot der Inhaftierung ohne rechtliche Grundlage, strenge Überwachung der Todesstrafe, Überwachung der Justizorgane.

#### Details über die Rechte der Strafgefangenen
Misshandlung von Strafgefangenen ist in China ein verbreitetes Problem. Bei einer vermuteten sehr hohen Dunkelziffer wurden im Jahr 2006 930 Staatsangestellte wegen der Erpressung von Aussagen durch Folter verurteilt.
Das Thema der Misshandlung von Gefangenen nimmt im Menschenrechtsplan einen größeren Raum ein. Im Wesentlichen werden jedoch nur Verbote, welche bereits bestanden, wiederholt und teilweise unrealistische Absichtserklärungen formuliert. Im Wesentlichen wird festgestellt:
Es werden Kollektivstrafen, Misshandlung, Beleidigungen oder Erpressung von Geständnissen durch Folter verboten. Untersuchungen von Gefangenen vor und nach Vernehmungen sollen die Gefangenen schützen. Die Beobachtung der Gefangenen durch Anwälte soll verbessert werden und es sollen Briefschalter aufgestellt werden, mit Hilfe derer die Gefangenen sich beschweren können.

### Einschätzungen
Kommentar von Amnesty International
Amnesty International begrüßt den Plan. Gemäß AI zeigt der Plan, dass die chinesische Regierung dem Schutz der Menschenrechte einen größeren Raum einräumt. Falls die Ziele des Plans erreicht werden würden, wären sie ein wichtiger Schritt für mehr Menschenrechte. Es gibt nach Ansicht von AI aber größere Schwachstellen im Plan. „Der Schwerpunkt des Plans liegt auf den wirtschaftlichen, sozialen und kulturellen Rechte auf Kosten der zivilen und politischen Rechten.“
Der Plan behandelt nicht die Verhaftung von Menschenrechtsverteidigern, die nur auf dem Recht der freien Rede bestehen, er behandelt nicht die Zensur des Internets und die Administrationshaft. In den Punkten der Todesstrafe, des Verbots der Folter und der Religionsfreiheit werden nur die existierenden Gesetze wiederholt, welche jedoch bisher die Menschenrechte nicht angemessen schützten.
Kommentar in der New York Times (von K. Bradsher)
Menschenrechtsaktivisten begrüßen, dass Pekings Politiker ein Interesse den Themen der Menschenrechte zeigen. Aber sie merken an, dass die Durchsetzung der aufgelisteten Themen Jahre an Arbeit auf lokaler, provinzieller und nationaler Ebene brauchen wird, wobei viele Verantwortliche wenig Interesse an Änderungen haben, die ihre Macht einschränken. Es ist jedoch ein Schritt vorwärts und es ist gut, einige konkrete Maßnahmen mit dem Jahr 2010 als Zielmarke zu haben. Es gibt aber einige ernsthafte Missbräuche, welche im Plan nicht behandelt wurden.
Der Nationale Menschenrechtsplan legt den Schwerpunkt auf wirtschaftliche und soziale Rechte, wie z. B. das Recht der Stadt- und Landbevölkerung auf einen gesicherten Lebensstandard. Er bewegt darüber hinaus hauptsächlich in Bereichen, in welchen die Dinge bereits in Bewegung sind, wie das Veröffentlichen von mehr Informationen über die Entscheidungsfindung der Regierungen. Die Behörden sollen nach dem Plan die relevanten Daten über Einkünfte, Ausgaben und die Verwendung von Fördermitteln offenlegen.
Der Menschenrechtsplan behandelt nicht das System der Administrativhaft und das Problem, dass Menschen, die Eingaben auf höheren Verwaltungsebenen machten, öfters verhaftet werden. Die Regierung gesteht selbst ein, dass China noch einen weiten Weg auf dem Weg der Verbesserung der Menschenrechte gehen muss.

## Aktionsplan für die Menschenrechte 2012–2015
Im Juni 2012 wurde ein Nationaler Aktionsplan für Menschenrechte in China 2012–2015 verabschiedet. Im Wesentlichen ist er eine Fortschreibung des Aktionsplans für 2009–2010. Durch die Weißbücher zur Entwicklung der Menschenrechte 2012 und 2013 hat die chinesische Regierung ihre Sichtweise der aktuellen Lage der Menschenrechte minutiös dargestellt. Im Juni 2015 wurde das Weißbuch zur Entwicklung der Menschenrechte im Jahr 2014 vorgestellt. Im Vorwort werden als Erfolge für das Jahr 2014 folgende Themen aufgelistet: Schaffung von moderatem Wohlstand, Vertiefung der Reformen, Fortschritte der Gesetzesbasierung der Verwaltung und Stärkung der Parteidisziplin. Im Originaltext bei xinhuanet:

“2014 the Communist Party of China (CPC) and the Chinese government jointly pushed forward the implementation of the country's four major strategic tasks: (1) build a moderately prosperous society; (2) drive the reform in a deeper level; (3) advance the law-based governance of China; and (4) strengthen Party self-discipline. The Chinese people enjoyed practical benefits from the development of the country, and their human rights situation also made new progress.”

## Erfolge und Versäumnisse der Menschenrechtspolitik

### Armutsbekämpfung
China ist nach wie vor ein Land, in dem ein großer Teil der Bevölkerung in Armut lebt. Jedoch lebten in der Volksrepublik China bereits im Jahr 2005 über 600 Millionen Menschen weniger in extremer Armut als noch im Jahr 1981. Es sei China gelungen, die Massenarmut abzubauen. Der Erfolg im Kampf gegen die Armut begann mit den Wirtschaftsreformen im Jahr 1978, zwischen 1981 und 2001 sank der Anteil der unter dem Existenzminimum lebenden Bevölkerung von 53 Prozent auf 8 Prozent. Im Welthunger-Index verbesserte sich China von 1990 bis 2012 von 11,9 (Lage ist ernst) auf 5,1 (geringe Probleme). Trotzdem leben immer noch 100 Mio. Bürger. unter dem von der UNO festgestellten Existenzminimum. Seit Anfang der 1980er habe es jedoch in China, trotz seiner hohen Bevölkerungsrate und seinen klimatisch kritischen Gebieten, keine Hungersnöte mehr gegeben. Gesundheitsgefährdend bleibt jedoch die Umweltverschmutzung, so haben z. B. 300 Mio. Chinesen keinen Zugang zu sauberem Trinkwasser.
Einkommen und Vermögen sind nach wie vor sozial ungerecht verteilt. Die Volksrepublik China rangiert bei der Einkommensverteilung gemäß dem Gini-Koeffizienten auf Platz 92 in der Welt. Damit steht sie nach den Vereinigten Staaten, die auf Platz 91 stehen.

### Lage der Bauern
Die Agrarsteuern für die Bauern wurden im Jahr 2006 abgeschafft, es existiere eine Sozialhilfe und eine allgemeine Krankenversicherung. Vieles ist jedoch noch auf einem sehr niedrigen Niveau und es gibt ein starkes Einkommensgefälle zwischen der Landbevölkerung und der Stadtbevölkerung. Über das Einkommensgefälle zwischen der Landbevölkerung und der Stadtbevölkerung gibt es sehr unterschiedliche Angaben. Offiziell ist das Verhältnis 1:3, inoffiziell wird aber auch ein Verhältnis von 1:5 abgeschätzt. Das Ergebnis ist stark davon abhängig, ob man die Einkünfte der Wanderarbeiter in den Städten zum Einkommen der Landbevölkerung mit dazu rechnet. In jedem Fall liegt die schlimmste Armut in China bei der Landbevölkerung. Nach offiziellen Angaben war das Einkommen der Landbewohner im ersten Halbjahr 2008 durchschnittlich 2528 Yuan, das sind umgerechnet etwa 361 Euro im Monat. Über die Entwicklung des ländlichen Raums wird seit Jahren zwischen den „Wirtschaftsliberalen“, die die Marktwirtschaft auch auf die Landwirtschaft ausdehnen wollen, und der „Neuen Linken“, die bei freiem Spiel der Marktkräfte eine große Arbeitslosigkeit auf dem Land befürchtet, gestritten. Die aktuelle Politik tendiert mehr zur „Neuen Linken“.

### Arbeitsrecht
Seit Beginn des Jahres 2008 ist für jedes Arbeitsverhältnis ein Arbeitsvertrag verpflichtend und der als integralen Bestandteil auch eine Kranken- und Rentenversicherung beinhaltet. Noch wird diese Verordnung häufig missachtet, in China verfügt nun aber zum ersten Mal ein Arbeiter durch sein Arbeitsverhältnis begründete Rechte gegenüber dem Arbeitgeber.